# Andrij Bohdan
Andrij Bohdan (ukrainska: Андрій Йосипович Богдан), född 3 december 1976 i Lvov, Ukrainska SSR, Sovjetunionen, är en ukrainsk advokat. Han är chef för presidentadministrationen under Volodymyr Zelenskyj.